# Reserva Natural de Altai
A Reserva Natural de Altai (em russo:  Алтайский заповедник) é uma área protegida na Rússia, mais especificamente nas Montanhas Altai, no sul da Sibéria. É classificada como Património Mundial pela UNESCO, sendo reconhecida pela alto nível de biodiversidade e ausência de qualquer tipo de intervenção humana. Esta reserva natural inclui 30 quilómetros de extensão da margem este do lago Teletskoye e estende-se por 230 quilómetros até às montanhas altas de Altai. Situa-se nos distritos de Ulagansky e Turochaksky a norte e a este da República de Altai.

## Topografia
A reserva natural de Altai tem uma forma alongada, que se estende de nordeste para sudeste, ao longo da bacia de Teletskoye até à formação montanhosa. O ponto mais alto da reserva situa-se a 3500 metros de altitude do nível do mar. Este território tem uma média de 35 quilómetros de largura e 230 de extensão. O lago Teletskoye encontra-se no canto noroeste, e o rio Chulyshman desagua no lago, com o vale Chulyshman compondo parte da fronteira oeste da reserva de Altai. A maior parte da reserva é composta por planícies e cumes alpinos. Cerca de 20% do território é composto por rocha e cascalho. Nas planícies mais altas, existem mais de mil lagos com uma superfície superior a 1 hectare.

## Eco-região e clima
Altai está localizada na eco-região montanhosa de florestas de coníferas de Sayan. Esta eco-região é caracterizada pelas montanhas divididas por rios e vales, um alto grau de precipitação e imensa biodiversidade. A flora da região é totalmente dependente da elevação e do terreno, com a floresta a apresentar três sub-zonas baseadas na altitude: taiga de folhas de agulha, taiga de folhas escuras de agulha e taiga escura. Esta reserva tem sido, durante a maior parte da sua história, imperturbada por actividade humana, permanecendo como uma das poucas áreas 100% naturais daquela região. Cobre cerca de 9,4% da República de Altai, e não existe qualquer tipo de estrada ou via dentro dos limites da reserva.
Altai tem um clima subártico (Classificação climática de Köppen-Geiger). Este clima é caracterizado por longos e gelados invernos, e verões curtos e frios. Durante os últimos 50 anos na reserva natural, o mês mais quente registado foi Julho (+16,8 °C), e o mês mais frio foi Janeiro (-8,3 °C), estando a precipitação média em 865 mm.